# Свято-Георгиевская церковь (Заболотье)
Свя́то-Гео́ргиевская це́рковь (бел. Свята-Георгіеўская царква) — деревянный православный храм в агрогородке Заболотье Смолевичском районе Минской области.

## История
Церковь была возведена в 1907 году на сельском кладбище в Заболотье, в 1990-е годы проведена отделка здания кирпичом.

## Архитектура
Церковь является памятник архитектуры деревянного зодчества. Архитектурная выразительность храма достигается ритмичной и ярусно нарастающей компоновкой трёх прямоугольных срубов притвора, молитвенного зала и апсиды с боковой низкой ризницей, а также их двускатных полувальмовых крыш, создавающих по фронту трапециевидные фронтоны. В ярусную композицию включены двухслуповое крыльцо главного входа под двускатной крышей. Центр кровли основного сруба завершен стилизованной луковичной головкой на четырехгранном барабане. Горизонтально обшитые фасады по осям симметрии прорезаны прямоугольными оконными проемами в фигурных плинтусах с профилированными сандриками. Отдельные элементы интерьера декорированы резьбой по дереву.